# 長谷川昇 (歴史学者)
長谷川 昇（はせがわ のぼる、1922年 -2002年 ）は、日本の歴史学者。専門は自由民権運動。横浜市生まれ、早稲田大学文学部卒業。東海学園女子短期大学教授を経て、名誉教授。専攻は日本近代史。
松岡正剛は『博徒と自由民権』を「名古屋事件を詳細に再現した一書。目を洗われた。」と評している。

## 著書
- 『博徒と自由民権――名古屋事件始末記』 中公新書、1977年／平凡社ライブラリー、1995年
- 『歴史への招待3』 原田伴彦・福田善之・堺屋太一・山崎正和・永六輔・戸川昌子・小西四郎・色川大吉共著、日本放送出版協会、1980年、復刻版1994年
- 『鎮魂海の戦士 愛知一中出身海軍士官の太平洋戦史』鯱光「海の戦士」復刻会、1995年
- 『内藤魯一自由民権運動資料集』〈監修〉、知立市歴史民俗資料館編、知立市教育委員会、2000年